# Lucas Bridges
Esteban Lucas Bridges (Ushuaia, 31 dicembre 1874 – Buenos Aires, 4 aprile 1949) è stato un esploratore e scrittore inglese con cittadinanza argentina.
È noto per avere pubblicato a Londra, nel 1948 (un anno prima della morte), il libro Ultimo Confine del Mondo, che ricostruisce la storia della sua famiglia, insediatasi nella Terra del Fuoco nel 1871, ed i rapporti che i coloni europei ebbero con alcune delle popolazioni fuegine, ed in particolare con gli Yamana e i Selknam.

## Biografia
Figlio del reverendo e missionario anglicano Thomas Bridges e di Mary Varder, è stato il terzo "bianco di origine europea" nato a Ushuaia (suo fratello maggiore, nato nel 1872, fu il primo).
Lucas Bridges, cresciuto nella tenuta di Harberton, ottenuta in concessione dal padre e situata sulle sponde del canale di Beagle a circa 60 km a est di Ushuaia, ebbe strettissimi contatti con gli Yaghan e gli Ona, imparando le loro lingue.
Egli fu testimone privilegiato degli usi e dei costumi di questi popoli, decimati dai coloni e dalle malattie trasmesse da questi ultimi, estintisi nel Novecento.
Nel 1898 Lucas aprì una pista da Harberton verso nord, congiungendo il canale di Beagle con il lago Fagnano allo scopo di trasferire le greggi verso i pascoli a nord della Terra del Fuoco; tale pista è ora un sentiero di montagna conosciuta come "sentiero Lucas Bridges".
Lucas tornò in Inghilterra per servire il suo paese durante la prima guerra mondiale e qui, nel 1917, sposò Jannette McLeod Jardine (1890-1976).
Dopo aver vissuto in Sudafrica, gestendo una fattoria con uno dei suoi fratelli, fece ritorno in Argentina.
Lucas Bridges morì e fu sepolto a Buenos Aires, nel Cimitero Britannico di Chacarita, insieme al padre.

## Opere
- Uttermost Part of the Earth, Hodder & Stoughtn, Londra, 1948 (Ultimo confine del mondo, Einaudi, 2009)